# Recharged
Albums de Linkin Park
Collision Course
(2004)
Singles
1. A Light That Never Comes
Sortie : 12 septembre 2013

Recharged est le troisième album remix du groupe de rock américain Linkin Park. L'album, qui consiste à inclure les remixes de chansons du cinquième album du groupe, Living Things, est sorti le 29 octobre 2013, grâce à Warner Bros Records et Machine Shop Recordings. L'album remix sera entièrement produit par Rick Rubin et Mike Shinoda.

## Liste des pistes
| 1.    | A Light That Never Comes (featuring Steve Aoki)                    | 3:49 |
| 2.    | Castle Of Glass (M. Shinoda Remix)                                 | 6:20 |
| 3.    | Lost in the Echo (KillSonik Remix)                                 | 5:09 |
| 4.    | Victimized (M. Shinoda Remix)                                      | 2:59 |
| 5.    | I'll Be Gone (Vice Remix featuring Pusha T)                        | 4:00 |
| 6.    | Lies Greed Misery (Dirtyphonics Remix)                             | 4:48 |
| 7.    | Roads Untraveled (Rad Omen Remix featuring Bun B)                  | 5:32 |
| 8.    | Powerless (Enferno Remix)                                          | 6:19 |
| 9.    | Burn It Down (Tom Swoon Remix)                                     | 4:47 |
| 10.   | Until It Breaks (Datsik Remix)                                     | 6:04 |
| 11.   | Skin to Bone (Nick Catchdubs Remix featuring Cody B. Ware and Ryu) | 3:54 |
| 12.   | I'll Be Gone (Schoolboy Remix)                                     | 6:11 |
| 13.   | Until It Breaks (Money Mark Headphone Remix)                       | 4:35 |
| 14.   | A Light That Never Comes (Rick Rubin Reboot)                       | 4:40 |
| 68:42 |                                                                    |      |

| Recharged - Pre-order bonus track | Recharged - Pre-order bonus track | Recharged - Pre-order bonus track | Recharged - Pre-order bonus track | Recharged - Pre-order bonus track | Recharged - Pre-order bonus track | Recharged - Pre-order bonus track | Recharged - Pre-order bonus track | Recharged - Pre-order bonus track | Recharged - Pre-order bonus track |
| No                                | Titre                             | Durée                             |                                   |                                   |                                   |                                   |                                   |                                   |                                   |
| --------------------------------- | --------------------------------- | --------------------------------- | --------------------------------- | --------------------------------- | --------------------------------- | --------------------------------- | --------------------------------- | --------------------------------- | --------------------------------- |
| 15.                               | Burn It Down (Paul van Dyk Remix) | 8:00                              |                                   |                                   |                                   |                                   |                                   |                                   |                                   |
| 76:42                             |                                   |                                   |                                   |                                   |                                   |                                   |                                   |                                   |                                   |